# Бидесхайм
Бидесхайм (нем. Biedesheim) — община в Германии, в земле Рейнланд-Пфальц. 
Входит в состав района Доннерсберг. Подчиняется управлению Гёльхайм.  Население составляет 628 человек (на 31 декабря 2010 года). Занимает площадь 6,32 км².